# علی یکم شروانشاه

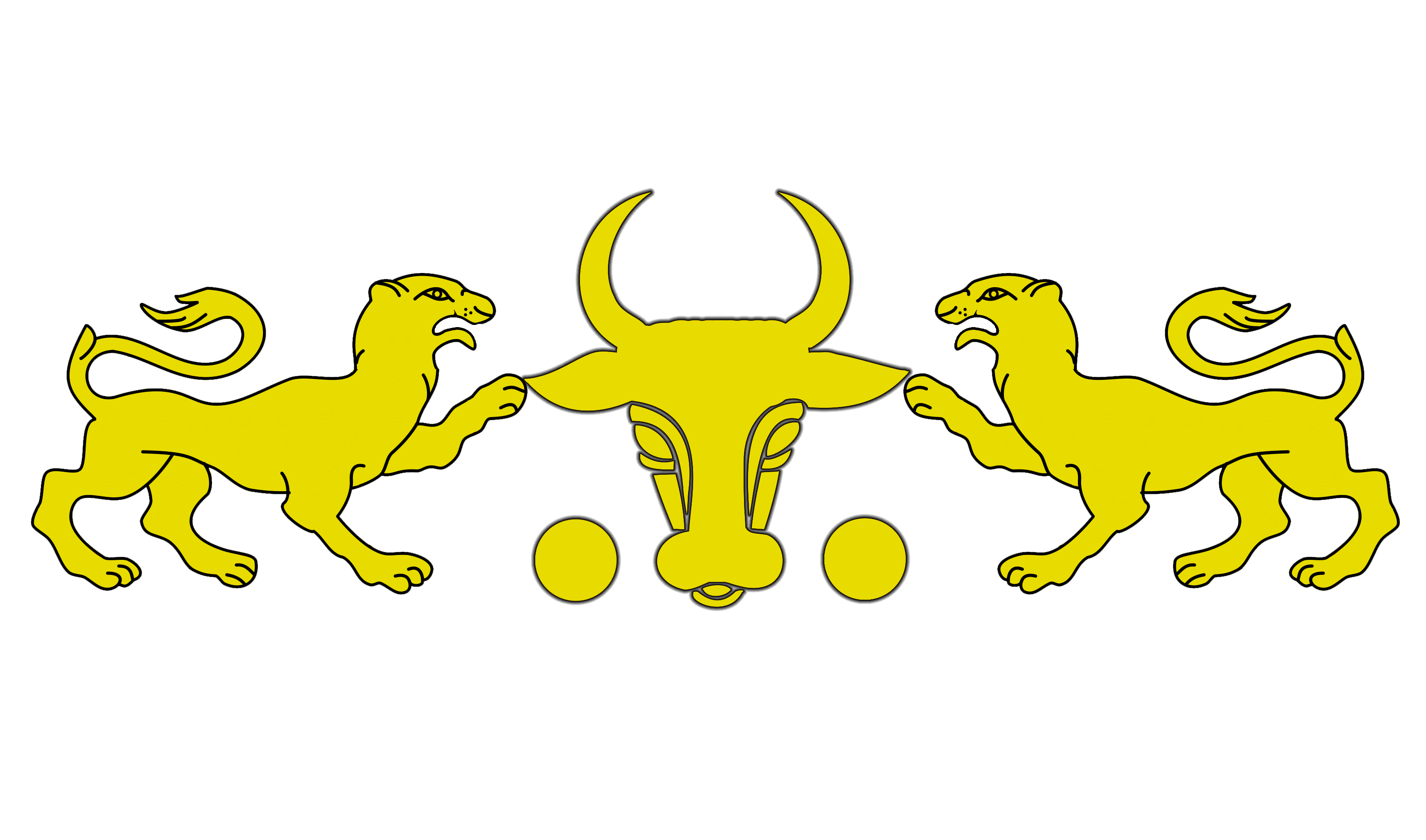
پرچم شیروانشاه

علی یکم شروانشاه چهارمین شاه شروان بود. وی به همراه اشراف محلی با خزرها و روس‌ها جنگید.